# كلة جوب العليا (أرمو)
كلة جوب العليا (بالفارسية: کله‌جوب علیا) هي قرية تقع في إيران في قسم أرمو الريفي. يقدر عدد سكانها بـ 788 نسمة .